# Непорядки и раннее горе
«Непорядки и раннее горе» («Смятение и раннее горе», «Непорядок и ранние страдания»; нем. Unordnung und frühes Leid) — новелла немецкого писателя Томаса Манна, написанная и опубликованная в 1925 году. В 1977 году была экранизирована режиссёром Францем Зайтцем.

## Сюжет
В новелле рассказывается о судьбе семьи Корнелиусов с точки зрения Абеля Корнелиуса, 47-летнего профессора местного университета. Главная тема — психологические и социальные последствия веймарской гиперинфляции, причём заметны автобиографические мотивы.